# Lana (Navarra)
Lana  es un valle y municipio compuesto español de la Comunidad Foral de Navarra, situado en la Merindad de Estella, en la comarca de Estella Occidental y a 67,4 km de la capital, Pamplona. Su población en 2024 es de 157 habitantes (INE).
El municipio está compuesto por 5 concejos: Galbarra, Gastiáin, Narcué, Ulibarri y Viloria.

## Toponimia
La hipótesis etimológica más extendida, según afirma Mikel Belasko en su obra de toponimia de Navarra, es la que hace derivar el nombre del valle de Lana del término de origen celta landa que significa «tierra». Esta palabra se transmitió tanto a las lenguas romances de la Península como al euskera. En castellano significa «tierra llana en la que se crían sólo plantas silvestres». En la toponimia romance de Navarra suele adquirir el significado de «tierra pobre». En euskera landa adquiere también el significado de campo, pero suele tener, por el contrario, el significado de vega o tierra fértil en la toponimia.
La evolución de landa a lana, se explicaría según Alfonso Irigoyen porque la conversión del fonema nd en n es un fenómeno típico del romance navarroaragonés. Sin embargo, no se encuentra históricamente registrada la hipotética forma Landa. Las primeras menciones escritas del valle la mencionan ya como Lana a principios del siglo XII. También aparece en la Edad Media reflejado el gentilicio de lanarras, para referirse a sus habitantes.
No parece probable, según Belasko, que el nombre del valle esté relacionado con la palabra vasca lana (trabajo).
Por sus duras condiciones climáticas en invierno el valle es conocido en la comarca como la «pequeña Rusia».

## Símbolos

### Escudo
El escudo de armas del valle de Lana tiene el siguiente blasón:

Trae de azur y cuatro fajas doradas y encima de ellas tres arcos también de oro. En las fajas la inscripción: MINICIA AVNIA SE CONTIT. AN III H.S.E. En punta un creciente ranversado de plata y a ambos lados dos flores. 

Este blasón representa una inscripción de una lápida romana, la cual se eligió con objeto de dejar constancia de la antigüedad del valle.
El rey Felipe IV concedió en 1665, a todos los habitantes del valle el poder usar este escudo en sus casas con solo demostrar haber nacido o ser originarios de él.
En 1719 el rey de armas, Juan de Salaverría y Navarra, emitió un certificado de este blasón en el que por error define como bandas de oro las fajas.

## Geografía
El valle de Lana está situado en la parte occidental de la Comunidad Foral de Navarra dentro de la región geográfica de la Zona Media de Navarra o Navarra Media y la comarca geográfica de Tierra Estella; estando su capital, Galbarra a una altitud de 577 m s. n. m. Su término municipal tiene una superficie de 41,43 km² y limita al norte con las facerías n.º 26 y 41 y la sierra de Santiago de Lóquiz con quien también limita por el este; al sur con el municipio de Mendaza y las facerías n.º 36, 37 y 38; y al oeste con el municipio de Zúñiga y las facerías n.º 39 y 40 y 85.
| Noroeste: Facerías n.º 26 y 41   | Norte: Sierra de Santiago de Lóquiz     | Noreste: Sierra de Santiago de Lóquiz |
| Oeste: Facerías n.º 39 y 40 y 85 |                                         | Este: Sierra de Santiago de Lóquiz    |
| Suroeste: Zúñiga                 | Sur: Mendaza y Facerías n.º 36, 37 y 38 | Sureste: Sierra de Santiago de Lóquiz |

## Demografía
Lana cuenta con una población de 157 habitantes (INE 2024).
| Gráfica de evolución demográfica de Lana entre 1857 y 2021 |
| |
| Población de derecho según los censos de población del INE Población de hecho según los censos de población del INEEntre el censo de 1857 y el anterior, crece el término del municipio porque incorpora a 315040 (Gastiain), 315046 (Gulbarra), 315087 (Narcue), 315103 (Ulibarri), 315115 (Viloria) |

Durante el siglo XX, la población del valle de Lana experimento inicialmente un ligero aumento que se mantuvo hasta los años 1950 donde se alcanzó la cifra de 918 habitantes en el censo de 1950. A partir de ahí ha ido descendiendo llegando a partir del censo de 1981 a estar por debajo de los 300 habitantes.
Entre 1842 y 1857, crece el término del municipio porque incorpora a Gastiáin, Galbarra, Narcué, Ulibarri y Viloria.

### Núcleos de población
El municipio se divide en las siguientes entidades de población, según el nomenclátor de población publicado por el INE (Instituto Nacional de Estadística). Los datos de población se refieren a 2014
| Entidad de Población | Pob. (2014) |
| -------------------- | ----------- |
| Galbarra             | 45          |
| Gastiáin             | 79          |
| Narcué               | 19          |
| Ulibarri             | 22          |
| Viloria              | 35          |

## Administración y política

### Gobierno municipal
Lana conforma un municipio el cual está gobernado por un ayuntamiento de gestión democrática desde 1979, formado por 5 miembros elegidos en las elecciones municipales según está dispuesto en la Ley Orgánica del Régimen Electoral General. La sede del consistorio está situada en la calle Fuente, s/n. de la localidad de Galbarra.
En las 2011 con un censo de 301 electores, participaron un total de 121 votantes (69,14%) lo que da una abstención de 54 (30,86%). De los votos emitidos 1 fue nulo (0,83%) y 3 fueron en blanco (2,50%). La formación más votada fue la Agrupación Independiente del Valle de Lana (AIVL) que obtuvo 54 votos (45%) de los votos válidos) y 4 concejales y la otra formación que participó en los comicios, la Agrupación Independiente de Lóquiz obtuvo 33 votos (27,50%) y un concejal.
En la sesión constitutiva que tuvo lugar el 11 de junio fue reelegido como alcalde Eduardo Lana Martínez.
| Mandato   | Nombre del alcalde          | Partido político |
| --------- | --------------------------- | ---------------- |
| 1979-1983 |                             |                  |
| 1983-1987 |                             |                  |
| 1987-1991 |                             |                  |
| 1991-1995 |                             |                  |
| 1995-1999 |                             |                  |
| 1999-2003 |                             |                  |
| 2003-2007 |                             |                  |
| 2007-2011 | Eduardo Landa Martínez      | AIL              |
| 2011-2019 | Eduardo Landa Martínez      | AIVL             |
| 2019----  | José Javier Galdeano Asarta | AISA             |

#### Evolución de la deuda viva municipal
El concepto de deuda viva contempla solo las deudas con cajas y bancos relativas a créditos financieros, valores de renta fija y préstamos o créditos transferidos a terceros, excluyéndose, por tanto, la deuda comercial.
Entre los años 2008 a 2014 este ayuntamiento no ha tenido deuda viva.

### Organización territorial
El término municipal de Lana, queda distribuido entre los cinco concejos que lo forman: Galbarra, Gastáin, Narcue, Ulibarri y Viloria, con las competencias que prevé el régimen local de Navarra. 